# Spilopsyllus cuniculi
Spilopsyllus cuniculi är en loppart som först beskrevs av Dale 1878.  Spilopsyllus cuniculi ingår i släktet Spilopsyllus och familjen husloppor. Inga underarter finns listade i Catalogue of Life.

## Bildgalleri

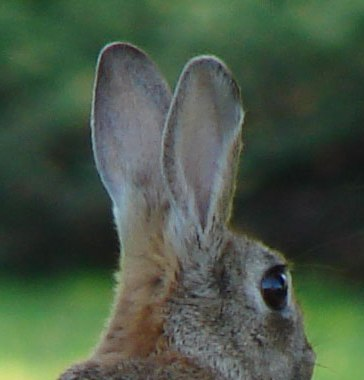